# Пустое Могильно
Пустое Могильно или Александрово — озеро в Бояриновской волости Себежского района Псковской области, к северу-востоку от озера Братилово.
Площадь — 1,6 км² (155,7 га). Максимальная глубина — 7,0 м, средняя глубина — 3,0 м.
Вблизи озера расположена деревня Александрово.
Сточное. Относится к бассейну реки Свиблянка, притока Неведрянки, которая впадает в Великую.
Тип озера плотвично-окуневый с лещом. Массовые виды рыб: щука, лещ, плотва, окунь, густера, ерш, красноперка, карась, линь, вьюн; широкопалый рак (единично).
Для озера характерны: отлогие, крутые и низкие берега, лес, луга, частью заболочены; в литорали — песок, заиленный песок, глина, в центре — ил; есть коряги, небольшие сплавины.